# نضال الورفلي
نضال الورفلي (7 أغسطس 1976) ولد في تونس. و هو مهندس مدني في استعمال وإنتاج الطاقة،
شغل منصب وزير لدى رئيس الحكومة مكلف بتنسيق ومتابعة الشؤون الاقتصادية والناطق الرسمي للحكومة التونسية في حكومة مهدي جمعة.

## التكوين الأكاديمي
متحصل على دكتوراه دولة في العلوم الاقتصادية المطبقة في مجال الطاقة من جامعة فرساي كما تحصل على ماجستيرفي تحليل وحوكمة المخاطر من جامعة فرساي وهو مهندس مدني في استعمال وإنتاج الطاقة.

## المسارالمهني
تقلد العديد نضال الورفلي من المناصب في الدولة التونسية من أهمها:
- كاتب الدولة لدى وزير الصناعة مكلّف بالطاقة والمناجم في حكومة علي العريض
- أستاذ محاضر ومدير الدراسات في مجال الطاقات المتجددة بمفوضيّة الطاقة الذرية والطاقات البديلة بفرنسا
- باحث ومسؤول عن برنامج الطاقات البديلة بالمعهد الوطني للعلوم والتقنيات النووية بفرنسا
- خبير فنّي اقتصادي في مجال التحليل الإستشرافي للأنظمة الطاقية في حوض البحر الأبيض المتوسط
- مسؤول عن تطوير مشاريع الطاقات المتجددة لإنتاج الكهرباء بالشرق الأوسط وبشمال إفريقيا بشركة Ventures Arxiel
- مدير الدراسات بمعهد التسيير والبحث والتجديد بجامعة Dauphine بفرنسا
- رئيسًا لمجلس إدارة مجمع تلنات لمدّة ثلاث سنوات، وذلك عقب اجتماع مجلس الإدارة المنعقد بتاريخ 17 جويلية 2025[2].

## الحالة العائلية
متزوج وأب لثلاثة أطفال.